# 907
907(구백칠)은 906보다 크고 908보다 작은 자연수다.

## 수학
- 155번째 소수(素數)다. 앞의 소수는 887, 다음 소수는 911이다.

## 과학
- NGC 907: 고래자리 방향에 있는 막대나선은하.

## 교통

### 철도
- 서울 지하철 9호선 가양역의 역번호.

### 도로
- 907번 지방도: 대한민국의 과거 지방도.

## 군사
- U-907(영어판, 독일어판): 제2차 세계 대전에 사용된 나치 독일의 군용 잠수함.

## 문화유산
- 대한민국의 보물 제907호: 경주 남사리 삼층석탑

## 기타
- 날짜: 9월 7일
- 연도: 907년, 기원전 907년
- 907 피프스 애비뉴(영어판)